# Lukas Pöstlberger
Lukas Pöstlberger (ur. 10 stycznia 1992 w Vöcklabruck) – austriacki kolarz szosowy.

## Osiągnięcia
Opracowano na podstawie:

2011
- 1. miejsce na 1. etapie Cycling Tour of Sibiu
- 2. miejsce w mistrzostwach Austrii U23 (jazda indywidualna na czas)

2012
- 2. miejsce w mistrzostwach Austrii U23 (jazda indywidualna na czas)
- 1. miejsce w mistrzostwach Austrii (start wspólny)
- 1. miejsce w mistrzostwach Austrii U23 (start wspólny)
- 1. miejsce na 3. etapie Tour de l’Avenir
- 3. miejsce w górskich szosowych mistrzostwach Austrii

2013
- 1. miejsce w mistrzostwach Austrii U23 (start wspólny)
- 1. miejsce w klasyfikacji młodzieżowej Cycling Tour of Sibiu
- 1. miejsce w GP Kranj

2014
- 1. miejsce w Tour Bohemia
- 3. miejsce w górskich szosowych mistrzostwach Austrii

2015
- 1. miejsce w prologu Istarsko Proljeće
- 3. miejsce w Trofeo Edil C
- 2. miejsce w Belgrad–Banja Luka II
- 1. miejsce w Rás Tailteann
- 1. miejsce w klasyfikacji górskiej Oberösterreichrundfahrt
- 1. miejsce na 7. etapie Österreich-Rundfahrt

2016
- 1. miejsce na 4. etapie Oberösterreichrundfahrt

2017
- 1. miejsce na 1. etapie Giro d’Italia
- 3. miejsce w mistrzostwach Austrii (jazda indywidualna na czas)
- 2. miejsce w mistrzostwach Austrii (start wspólny)

2018
- 1. miejsce w mistrzostwach Austrii (start wspólny)

2021
- 1. miejsce na 2. etapie Critérium du Dauphiné

2022
- 3. miejsce w mistrzostwach Austrii (start wspólny)

## Rankingi
| Rok             | 2011  | 2012 | 2013 | 2014 | 2015 | 2016  | 2017 | 2018 | 2019 | 2020 | 2021 | 2022 | 2023 |
| --------------- | ----- | ---- | ---- | ---- | ---- | ----- | ---- | ---- | ---- | ---- | ---- | ---- | ---- |
| UCI World Tour  |       |      |      |      |      | -     | 90.  | 355. |      |      |      |      |      |
| World Ranking   |       |      |      |      |      | 1320. | 127. | 473. | 296. | 745. | 405. | -    | 378. |
| UCI Europe Tour | 1265. | 309. | 188. | 323. | 75.  | 964.  | 535. | 342. | 242. | 597. | 333. | -    | -    |
| UCI Asia Tour   | -     | -    | -    | 270. | -    | -     | -    | -    |      |      |      |      |      |
|                 |       |      |      |      |      |       |      |      |      |      |      |      |      |
| Źródło: UCI     |       |      |      |      |      |       |      |      |      |      |      |      |      |